# Bubas
Bubas — род пластинчатоусых из подсемейства Scarabaeinae.

## Описание
Жуки относительно короткоовальные, сильно выпуклые. Окраска смоляно-чёрная, довольно блестящая. Верх тела почти голый, низ в длинных рыжих волосках.
Лоб самцов с боковыми рогами (зубцами у слаборазвитых особей), самок — сильный, простой, дополнительно у самок имеется теменной бугорок. Усики 9-члениковые, базальный членик булавы слабо чашевидный. Переднеспинка сильно поперечная, более или менее сердцевидная, её основание в середине не окаймлено. Щиток рудиментарен и слабо различим. Основание переднегруди с направленным назад срединным шжлупим, Заднегрудь перед задними тазиками со слабым двойным вдавлением. Ноги короткие и толстые, передний голени самца слабо удлинены; средние и задние голени сильно расширены к вершинам.

## Ареал и виды
Род имеет средиземноморский ареал, достигая на востоке Афганистана. Наиболее известны 3 вида; два из них Bubas bison и Bubas buhalus эндемики Западного Средиземноморья; ещё один вид — Bubas bubaloides, широко распространён от Марокко, по всей Северной Африке и Передней Азии, до Ирана и Афганистана, почти достигая границ Туркменистана на северо-востоке ареала.

## Список видов
- Bubas bison
- Bubas brevicornis
- Bubas brunipterus
- Bubas bubaloides
- Bubas bubalus
- Bubas castaneus
- Bubas dentifrons
- Bubas inermifrons
- Bubas integricornis
- Bubas lineifrons
- Bubas simplicifrons